# Eugenia nesiotica
Eugenia nesiotica är en myrtenväxtart som beskrevs av Paul Carpenter Standley. Eugenia nesiotica ingår i släktet Eugenia och familjen myrtenväxter. Inga underarter finns listade i Catalogue of Life.